# Suzuko Mimori
Suzuko Mimori (三森 すずこ?, Mimori Suzuko; Tokyo, 28 giugno 1986) è una doppiatrice giapponese di anime e videogiochi, anche nota come cantante J-pop.

## Doppiaggio

### Anime
- Tantei Opera Milky Holmes (2010): Sherlock Shellinford
- Cardfight!! Vanguard (2011): Kourin Tatsunagi
- Aoi sekai no chūshin de (2012): Nel
- Asa made jugyō chu! (2012): Risa Takabane
- Btooom! (2012): Himiko
- Hiiro no kakera (2012): Takara Kiyono
- Kamisama Kiss (2012): Nanami Momozono / Yukiji
- Teekyu (2012): Kanae Shinjō
- Digimon Adventure tri. (2013): Sora Takenouchi
- GJ-bu (2013): Shion Sumeragi
- Infinite Stratos 2 (2013): Kanzashi Sarashiki
- Love Live! School Idol Project (2013): Umi Sonoda
- Outbreak Company (2013): Myucel Foaran
- Senran Kagura (2013): Rin
- Fairy Tail (2014): Giada E. Fiore
- Yūki Yūna wa yūsha de aru (2014): Mimori Tōgō
- Future Card Buddyfight (2015): Akasuki Kisaragi / Hanako Mikado
- Lance N' Masques (2015): Alice Cleveland
- Magical Suite Prism Nana (2015): Itaru Washioka
- Rinne (2015): Suzu
- Tokyo Ghoul √A (2015): Roma Hoito
- Kamiwaza Wanda (2016): Mirai
- Onigiri (2016): Dōji Ibaraki
- Tiger Mask W (2016): Haruna Takaoka
- BanG Dream! (2017): Yuri Ushigome
- Chaos;Child (2017): Hinae Arimura
- Kemono Friends (2017): Volpe Rossa
- Masamune-kun's Revenge (2017): Neko Fujinomiya
- One Room (2017): Moka Aoshima
- Cutie Honey Universe (2018): Fancy Honey
- Kiratto Pri☆Chan (2018): Anju Shiratori
- Senran Kagura Shinovi Master (2018): Rin
- Shōjo kageki revue Starlight (2018): Hikari Kaguya
- Healin' Good Pretty Cure (2020): Asumi Fuurin / Cure Earth

### Drama CD
- Trinity Seven (2012): Mira Yamana

### Videogiochi
- Disgaea 4: A Promise Unforgotten (2011): Fuka Kazamatsuri
- Danganronpa 2: Goodbye Despair (2012): Hiyoko Saionji
- Senran Kagura Burst (2012): Rin
- The Guided Fate Paradox (2013): Misery
- Disgaea D2: A Brighter Darkness (2013): Asagi, Fuka Kazamatsuri
- Love Live! School Idol Festival (2013): Umi Sonoda
- Senran Kagura: Shinovi Versus (2013): Rin
- Granblue Fantasy (2014): Galleon, Umi Sonoda
- Senran Kagura: Bon Appétit! (2014): Rin
- Date A Live: Ars install (2014): Maria Arusu / Marina Arusu
- Senran Kagura 2: Deep Crimson (2014): Rin
- Chaos;Child (2014): Hinae Arimura
- Disgaea 5: Alliance of Vengeance (2015): Fuka Kazamatsuri
- Senran Kagura: Estival Versus (2015): Rin
- Dark Rose Valkyrie (2016): Ai Yakumo
- World of Final Fantasy (2016): Quacho Queen
- Chaos;Child love chu chu!! (2017): Hinae Arimura
- Danganronpa V3: Killing Harmony (2017): Hiyoko Saionji
- Senran Kagura: Peach Beach Splash (2017): Rin
- Dragon Quest Rivals (2017): Ashlynn
- Shinobi Master Senran Kagura: New Link (2017): Rin
- Senran Kagura Burst Re:Newal (2018): Rin
- Disgaea RPG (2019): Fuka Kazamatsuri
- Shin Megami Tensei III: Nocturne HD Remaster (2020): Yuko Takao/Aradia, Signora in Nero
- Disgaea 6: Defiance of Destiny (2021): Fuka Kazamatsuri
- Monark (2021): Sora Jingu
- Goddess of Victory: Nikke (2022): Rapunzel
- Disgaea 7: Vows of the Virtueless (2023): Fuka Kazamatsuri
- Omega Strikers (2023): Octavia
- Granblue Fantasy: Versus Rising (2023): Galleon
- Visions of Mana (2024): Dea di Mana